# Шпортплац Райнвізе
Шпортплац Райнвізе (нім. Sportplatz Rheinwiese) — футбольний стадіон в комуні Шаан, Ліхтенштейн, домашня арена ФК «Шаан».
Має місткість 1 500 глядачів.
Розташований в зеленому приміському районі серед гір зі засніженими вершинами. На стадіоні проводяться футбольні та легкоатлетичні змагання регіонального значення.